# Cementiri de Sant Sadurní d'Anoia
El Cementiri de Sant Sadurní d'Anoia és una obra amb elements historicistes i noucentistes de Sant Sadurní d'Anoia (Alt Penedès) inclosa a l'Inventari del Patrimoni Arquitectònic de Catalunya.

## Descripció
Conjunt de planta rectangular format per jardins, sepultures i panteons familiars. Entre els panteons hi ha alguns exemples remarcables, panteó de la familia Mir (projectat el 1883 per l'arquitecte Ubaldo Iranzo i pel constructor T. Miralles), de llenguatge historicista, panteó Raventós Codorniu, de llenguatge neogòtic, panteó rovira, Rigol, Mir-Reguer, Rossell...

## Història
L'actual cementiri de Sant Sadurní d'Anoia, situat al nord-est de la població, fou construït l'any 1859 en substitució de l'antic que hi havia al costat de l'església parroquial. El 1928 s'hi feu una ampliació segons el projecte de l'arquitecte Francesc Folguera.